# هریت کرایتون
هریت بالدوین کرایتون (زاده ۲۷ ژوئن ۱۹۰۹ – درگذشته ۹ژانویه ۲۰۰۴)(به انگلیسی: Harriet Creighton) آموزگار، گیاه‌شناس و نسل‌شناس آمریکایی بود.
او در دلاوان، ایلینوی به دنیا آمد. کرایتون در سال ۱۹۲۹ از کالج ولسلی فارغ‌التحصیل شده و در سال ۱۹۳۳ برای تکمیل مدرک دکترایش به دانشگاه کرنل رفت. در طی زمانی که در کرنل بود در رشتهٔ سیتوژنتیک با باربارا مک‌کلینتاک همکاری کرد. آن دو در سال ۱۹۳۱ مقالهٔ بسیار مهمی را منتشر کردند که در آن کراسینگ‌اور را برای اولین بار توصیف کردند. این مقاله که بخشی از تز دکترای او بود، مدرکی برای اثبات این مطلب که کرموزوم‌ها حاوی اطلاعات ژنتیکی هستند و آنها را با هم مبادله می‌کنند و بنابراین ژن‌های حاوِیِ خصوصیت‌های فیزیکی روی کرموزوم‌ها هستند را فراهم کرد. باربارا مک‌کلینتاک راهنمای او در نوشتن تز دکترایش بود.
او بعد از تکمیل دکترایش در دانشگاه کرنل و کالج کنتیکت تدریس کرد؛ و سپس به ولسلی برگشته و تا سال ۱۹۷۴ که بازنشسته شد در آنجا تدریس کرد. در جنگ جهانی دوم از کارش مرخصی گرفته و در نیروی دریایی آمریکا خدمت کرد.